# ۱۰۷۵ (قمری)
۱۰۷۵ (قمری)، هزار و هفتاد و پنجمین سال در گاهشماری هجری قمری است. اول محرم این سال برابر با بیست و پنجم ژوئیه سال ۱۶۶۴ میلادی است.

## وابسته
- ملا علاءالملک تونی